# أجريجيت آي كيو
أجريجيت آي كيو ( AIQ ) المعروفة سابقًا باسم SCL Canada هي شركة استشارات سياسية وتكنولوجيا كندية، ومقرها في فيكتوريا، كولومبيا البريطانية.

## تاريخ
تأسست AIQ في عام 2013 على يد زاك ماسينغهام، وهو مسؤول جامعي سابق، وجيف سيلفستر. اعتبارًا من فبراير 2017، وظفت AIQ 20 شخصًا وكان مقرها في وسط مدينة فيكتوريا، كولومبيا البريطانية.
أثارت شركة AIQ جدلاً واسع النطاق بسبب مشاركتها في حملتي Vote Leave وبيليف (مجموعة) في عام 2016 وفضيحة كامبريدج أناليتيكا التي اندلعت في عام 2018.
بعد عامين من التصويت على خروج بريطانيا من الاتحاد الأوروبي في عام 2016، كُشف عن أن شركة أجريجيت آي كيو قد حصلت على 3.5 مليون جنيه إسترليني من أربع مجموعات مؤيدة للخروج من الاتحاد الأوروبي - Vote Leave وبيليف (مجموعة) وVeterans for Britain وحزب الاتحاد الديمقراطي في أيرلندا الشمالية - لتصميم برنامج يهدف إلى تجميع البيانات الشخصية والتأثير على الناخبين من خلال الرسائل على وسائل التواصل الاجتماعي. وبموجب القانون البريطاني، يُحظر التنسيق بين المجموعات أثناء الانتخابات. في مايو 2018، أدلى أحد المسؤولين التنفيذيين في فيسبوك بشهادته أمام لجنة مجلس العموم المختارة للشؤون الرقمية والثقافة والإعلام والرياضة بأن حملتي Vote Leave وBeLeave كانتا تستهدفان نفس الجماهير تمامًا على فيسبوك عبر AIQ.
قبل حملة خروج بريطانيا من الاتحاد الأوروبي، عملت AIQ مع جون بولتون قبل أن يصبح مستشار الأمن القومي لدونالد ترامب، ومع أعضاء مجلس الشيوخ الأمريكي توم تيليس وتيد كروز في حملاتهم الانتخابية لمجلس الشيوخ. كجزء من عمل كامبريدج أناليتيكا لحملة كروز، أنشأت AIQ برنامج ريبون، وهو عبارة عن منصة برمجيات مخصصة للحملة أصبحت النموذج الأولي الذي استخدمته مجموعات الحملات المؤيدة للخروج البريطاني من الاتحاد الأوروبي، بما في ذلك VoteLeave و BeLeave.
أوقفت شركة فيسبوك في 6 أبريل 2018 شركة أجريجيت آي كيو من منصتها بسبب المخاوف بشأن انتمائها المحتمل لمجموعة SCL ‏ ، الشركة الأم لشركة كامبريدج أناليتيكا . صرحت شركة فيسبوك، "في ضوء التقارير الأخيرة التي تفيد بأن أجريجيت آي كيو قد تكون تابعة لشركة SCL وقد تكون نتيجة لذلك قد تلقت بيانات مستخدمي فيسبوك بشكل غير صحيح، فقد أضفناها إلى قائمة الكيانات التي قمنا بتعليقها من منصتنا أثناء إجراء التحقيق." 
أصبحت شركة أجريجيت آي كيو في 20 سبتمبر 2018 أول شركة تتلقى إشعارًا رسميًا من مكتب مفوض المعلومات ‏ في المملكة المتحدة بسبب انتهاك اللائحة العامة لحماية البيانات في الاتحاد الأوروبي. وقد أطلقت الشركة استئنافًا ضد الإشعار.
كما تعرضت شركة AIQ للتوبيخ من قبل مفوض الخصوصية في كندا ‏ ومفوض الخصوصية في كولومبيا البريطانية، اللذين ذكرا في تقرير صدر في نوفمبر 2019 أن الشركة انتهكت قوانين الخصوصية في تعاملها مع بيانات الناخبين البريطانيين خلال حملة التصويت للخروج. وأشار التقرير إلى أنه "عندما استخدمت الشركة المعلومات الشخصية لمؤيدي حملة فوت ليف وكشفتها لفيسبوك... فقد تجاوزت الأغراض التي حصلت حملة فوت ليف على موافقة لاستخدام تلك المعلومات من أجلها".